# Bernard Aton V Trencavel
Bernard Aton V Trencavel, mort en 1159, est un vicomte de Nîmes (1129-1159) et d’Agde (1150-1159) de la dynastie Trencavel.
Il était le troisième fils de Bernard Aton IV Trencavel, vicomte d’Agde, d’Albi, de Béziers, de Carcassonne et de Nîmes, et de Cécile de Provence.

## Biographie
À la mort de son père, il partage les vicomtés de ce dernier avec ses frères aînés, Roger de Béziers et Raimond Trencavel, et reçoit Nîmes. Il prête hommage à Alphonse Jourdain, comte de Toulouse, mais ce dernier, voulant relier ses domaines toulousains à ses domaines provençaux, tente plus tard d'occuper et de contrôler le Nîmois, sans succès.
Par son testament de 1150 fait peu de jours avant sa mort, son frère Roger lègue ses vicomtés de Carcassonne, Albi et Razès à leur autre frère Raimond. Aux termes d'une convention survenue un peu plus tard la même année, Raimond cède à Bernard Aton la vicomté d'Agde.
Il donne en fief en 1154 le château de Bernis à Elzear de Sauve, en présence d’Aldebert évêque de Nîmes, et de Raymond évêque d’Uzès, frère de ce prélat. Une donation faite en 1159 à Aybiline abbesse du monastere de Saint Sauveur de la Font de Nîmes, en présence d’Aldebert évêque de cette ville, et de la vicomtesse Guillemette, montre que cette dernière est déjà veuve.

## Mariage et enfants
Il épouse avant 1146 Guillemette de Montpellier, fille de Guilhem VI, seigneur de Montpellier et de Sibylle de Saluces, qui donne naissance à Bernard Aton VI Trencavel (né en 1163), vicomte de Nîmes et d'Agde.